# Brachyhammus raffrayi
Brachyhammus raffrayi là một loài bọ cánh cứng trong họ Cerambycidae.